# Na vlásku: Seriál
Na vlásku: Seriál (v anglickém originále Tangled: The Series) je americký animovaný fantasy televizní seriál, vysílaný od roku 2017 na stanici Disney Channel. Úvodní film Na vlásku: Před šťastně až navěky  měl premiéru 10. března 2017, první díl seriálu se na obrazovkách objevil 24. března téhož roku. Seriál je založený na animovaném filmu Na vlásku z roku 2010 od režisérů Nathana Grena a Byrona Howarda. V Česku měl seriál premiéru 25. září 2017.
Seriál obsahuje nové písně od Alana Menkena, jenž je autorem písní původního filmu, a Glenna Slatera. Mandy Moore, Zachary Levi, Donna Murphy, M.C. Gainey, Ron Perlman, Jeffrey Tambor a Paul F. Tompkins si znovu zahrají své filmové role. Dne 15. února 2017 bylo oznámeno, že seriál získal druhou řadu.

## Obsazení

### Hlavní postavy
- Mandy Moore / Ivy George (mladá Locika) jako Rapunzel (Locika)[3]
- Zachary Levi jako Eugene Fitzherbert / Flynn Rider (Flynn Rychlík / Evžen Houžvička)[3]
- Eden Espinosa jako Cassandra[3]
- Julie Bowen jako královna Arianna [3][4] (1.řada)
- Clancy Brown jako král Frederic[3] (1.řada)

### Vedlejší postavy
- Dee Bradley Baker jako Pascal a Maximus[3]
- M. C. Gainey jako Captain of the Guards (Kapitán stráží)[3]
- Sean Hayes jako Pete[3]
- Diedrich Bader jako Stan[3]
- Jeff Ross jako Hook Foot[3]
- Jeffrey Tambor jako Big Nose[3]
- Paul F. Tompkins jako Shorty[3]
- Charles Halford jako Vladimir[3]
- Steven Blum jako Attila Buckethead[3]
- Laura Benanti jako Lady Caine[3]
- Richard Kind jako strýček Monty[3]
- Peter MacNicol jako Nigel[3]
- Adewale Akinnuoye-Agbaje jako Xavier[3]
- James Monroe Iglehart jako Lance Strongbow (Lance Valibuk)[3]
- Jeremy Jordan jako Varian[3]
- Jonathan Banks jako Quirin[3]
- Vivian Vencer jako Angry[3]
- Ruby Jay jako Red[3]
- Danielle Brooks jako Ruth
- Pat Carroll jako stará dáma Crowley
- Jane Krakowski jako Willow

### Hostující postavy
- Donna Murphy jako matka Gothel
- Ron Perlman jako The Stabbington Brothers (bratři Přerazilové)

## Vysílání
| Řada    | Díly | Premiéra ve Premiéra v USA | Premiéra ve Premiéra v USA | Premiéra v ČR   | Premiéra v ČR     |
| Řada    | Díly | První díl                  | Poslední díl               | První díl       | Poslední díl      |
| ------- | ---- | -------------------------- | -------------------------- | --------------- | ----------------- |
| Film    | 1    | 10. března 2017            | 10. března 2017            | 16. září 2017   | 16. září 2017     |
| 1       | 23   | 24. března 2017            | 13. ledna 2018             | 25. září 2017   | 14. července 2018 |
| Kraťasy | 9    | 5. května 2017             | 26. května 2017            | 29. března 2018 | bude oznámeno     |
| 2       | 24   | 24. června 2018            | 14. dubna 2019             | 25. února 2019  | 30. května 2019   |
| 3       | 21   | 7. října 2019              | 1. března 2020             | 10. února 2020  | 11. října 2020    |